# اوله مارتینسن
اوله مارتینسن (انگلیسی: Ole Marthinsen; ۲۶ اوت ۱۹۲۸ – ۴ ژوئیهٔ ۲۰۰۳) بازیکن فوتبال اهل نروژ بود.